# Kvalifikations Ligaen 2013
La Kvalifikations Ligaen 2013 è  il campionato danese di football americano di secondo livello, organizzato dalla DAFF.

## Squadre partecipanti
| Club                 | Città         | Stadio | Sponsor ufficiale | Risultato nella stagione 2012 |
| -------------------- | ------------- | ------ | ----------------- | ----------------------------- |
| Aarhus Tigers II     | Aarhus        |        |                   |                               |
| Avedøre Monarchs     | Hvidovre      |        |                   |                               |
| Copenhagen Tomahawks | Copenaghen    |        |                   |                               |
| Frederikssund Oaks   | Frederikssund |        |                   |                               |
| Herning Hawks        | Herning       |        |                   |                               |
| Holbæk Red Devils    | Holbæk        |        |                   |                               |
| Køge Marines         | Køge          |        |                   |                               |
| Kolding Guardians    | Kolding       |        |                   |                               |
| Middelfart Stingers  | Middelfart    |        |                   |                               |
| Ørestaden Spartans   | Kastrup       |        |                   |                               |
| Randers Thunder      | Randers       |        |                   |                               |
| Roskilde Kings       | Roskilde      |        |                   |                               |
| Svendborg Admirals   | Svendborg     |        |                   |                               |

## Stagione regolare

### Calendario

#### 1ª giornata
| Kolding 13 aprile 2013, ore 14:00 | Kolding Guardians | 25 – 2 referto | Svendborg Admirals | Bakkeskolen |

| Herning 14 aprile 2013, ore 14:00 | Herning Hawks | 16 – 0 referto | Randers Thunder | Herning Atletikstadion |

| Holbæk 14 aprile 2013, ore 14:00 | Holbæk Red Devils | 37 – 0 referto | Køge Marines | Arena Holbæk |

| Copenaghen 14 aprile 2013, ore 14:00 | Copenhagen Tomahawks | 27 – 12 referto | Ørestaden Spartans | Valby Idrætspark |

#### 2ª giornata
| Randers 20 aprile 2013, ore 14:00 | Randers Thunder | 0 – 26 referto | Middelfart Stingers | Thunder Field |

| Hvidovre 20 aprile 2013, ore 14:00 | Avedøre Monarchs | 0 – 28 referto | Holbæk Red Devils | Hvidovre Gymnasium |

| Køge 21 aprile 2013, ore 15:00 | Køge Marines | 50 – 14 referto | Copenhagen Tomahawks | Rishøjhallen |

#### 3ª giornata
| Herning 27 aprile 2013, ore 14:00 | Herning Hawks | 6 – 14 referto | Kolding Guardians | Herning Atletikstadion |

| Hvidovre 27 aprile 2013, ore 14:00 | Avedøre Monarchs | 12 – 41 referto | Roskilde Kings | Hvidovre Gymnasium |

| Svendborg 28 aprile 2013, ore 14:00 | Svendborg Admirals | 25 – 0 referto | Aarhus Tigers II | Admirals Field |

| Frederikssund 28 aprile 2013, ore 14:00 | Frederikssund Oaks | 0 – 50 (a tavolino) referto | Ørestaden Spartans | Frederikssund Idrætsby |

#### 4ª giornata
| Middelfart 4 maggio 2013, ore 14:00 | Middelfart Stingers | 23 – 14 referto | Svendborg Admirals | Hyllehøjskolen |

| Kolding 5 maggio 2013, ore 14:00 | Kolding Guardians | 26 – 8 referto | Randers Thunder | Bakkeskolen |

| Holbæk 5 maggio 2013, ore 14:00 | Holbæk Red Devils | 33 – 15 referto | Copenhagen Tomahawks | Arena Holbæk |

| Køge 5 maggio 2013, ore 14:00 | Køge Marines | 0 – 50 (a tavolino) referto | Roskilde Kings | Rishøjhallen |

#### 5ª giornata
| Frederikssund 11 maggio 2013, ore 14:00 | Frederikssund Oaks | 0 – 50 (a tavolino) referto | Avedøre Monarchs | Frederikssund Idrætsby |

| Herning 12 maggio 2013, ore 14:00 | Herning Hawks | 60 – 0 referto | Aarhus Tigers II | Herning Atletikstadion |

| Copenaghen 12 maggio 2013, ore 14:00 | Ørestaden Spartans | 50 – 0 (a tavolino) referto | Køge Marines | Valby Idrætspark |

#### 6ª giornata
| Roskilde 18 maggio 2013, ore 14:00 | Roskilde Kings | 17 – 14 referto | Holbæk Red Devils | Roskilde Idrætscenter |

| Svendborg 19 maggio 2013, ore 14:00 | Svendborg Admirals | 35 – 6 referto | Randers Thunder | Admirals Field |

| Copenaghen 19 maggio 2013, ore 14:00 | Copenhagen Tomahawks | 50 – 0 (a tavolino) referto | Frederikssund Oaks | Valby Idrætspark |

| Hvidovre 19 maggio 2013, ore 14:00 | Avedøre Monarchs | 26 – 14 referto | Ørestaden Spartans | Hvidovre Gymnasium |

#### 7ª giornata
| Herning 25 maggio 2013, ore 14:00 | Herning Hawks | 17 – 29 referto | Middelfart Stingers | Herning Atletikstadion |

| Copenaghen 25 maggio 2013, ore 14:00 | Copenhagen Tomahawks | 24 – 33 referto | Roskilde Kings | Valby Idrætspark |

| Viby J 26 maggio 2013, ore 14:00 | Aarhus Tigers II | 0 – 33 referto | Kolding Guardians | Bøgeskov Idrætsanlæg |

| Køge 26 maggio 2013, ore 14:00 | Køge Marines | 0 – 34 referto | Avedøre Monarchs | Rishøjhallen |

| Frederikssund 26 maggio 2013, ore 14:00 | Frederikssund Oaks | 0 – 50 (a tavolino) referto | Holbæk Red Devils | Frederikssund Idrætsby |

#### 8ª giornata
| Kolding 1º giugno 2013, ore 14:00 | Kolding Guardians | 53 – 6 referto | Middelfart Stingers | Bakkeskolen |

#### 9ª giornata
| Randers 8 giugno 2013, ore 10:00 | Randers Thunder | 22 – 14 referto | Aarhus Tigers II | Thunder Field |

| Roskilde 8 giugno 2013, ore 14:00 | Roskilde Kings | 43 – 7 referto | Ørestaden Spartans | Roskilde Idrætscenter |

| Herning 9 giugno 2013, ore 14:00 | Herning Hawks | 63 – 13 referto | Svendborg Admirals | Herning Atletikstadion |

| Køge 9 giugno 2013, ore 14:00 | Køge Marines | 50 – 0 (a tavolino) referto | Frederikssund Oaks | Rishøjhallen |

#### 10ª giornata
| Middelfart 15 giugno 2013, ore 14:00 | Middelfart Stingers | 20 – 6 referto | Randers Thunder | Hyllehøjskolen |

| Copenaghen 15 giugno 2013, ore 14:00 | Ørestaden Spartans | 0 – 35 referto | Holbæk Red Devils | Valby Idrætspark |

| Kolding 16 giugno 2013, ore 14:00 | Kolding Guardians | 13 – 11 referto | Herning Hawks | Bakkeskolen |

| Copenaghen 16 giugno 2013, ore 14:00 | Copenhagen Tomahawks | 14 – 26 referto | Avedøre Monarchs | Valby Idrætspark |

#### 11ª giornata
| Viby J 23 giugno 2013, ore 14:00 | Aarhus Tigers II | 12 – 24 referto | Svendborg Admirals | Bøgeskov Idrætsanlæg |

| Frederikssund 23 giugno 2013, ore 14:00 | Frederikssund Oaks | 0 – 50 (a tavolino) referto | Roskilde Kings | Frederikssund Idrætsby |

#### 12ª giornata
| Middelfart 29 giugno 2013, ore 14:00 | Middelfart Stingers | 39 – 7 referto | Aarhus Tigers II | Hyllehøjskolen |

| Svendborg 29 giugno 2013, ore 14:00 | Svendborg Admirals | 10 – 12 referto | Kolding Guardians | Admirals Field |

| Copenaghen 29 giugno 2013, ore 14:00 | Ørestaden Spartans | 20 – 6 referto | Copenhagen Tomahawks | Valby Idrætspark |

| Randers 30 giugno 2013, ore 14:00 | Randers Thunder | 12 – 20 referto | Herning Hawks | Thunder Field |

| Holbæk 30 giugno 2013, ore 14:00 | Holbæk Red Devils | 10 – 14 referto | Avedøre Monarchs | Arena Holbæk |

#### 13ª giornata
| Middelfart 10 agosto 2013, ore 14:00 | Middelfart Stingers | 22 – 37 referto | Herning Hawks | Hyllehøjskolen |

| Copenaghen 10 agosto 2013, ore 14:00 | Ørestaden Spartans | 50 – 0 (a tavolino) referto | Frederikssund Oaks | Valby Idrætspark |

| Copenaghen 11 agosto 2013, ore 14:00 | Copenhagen Tomahawks | 0 – 24 referto | Holbæk Red Devils | Valby Idrætspark |

#### 14ª giornata
| Kolding 17 agosto 2013, ore 14:00 | Kolding Guardians | 56 – 0 referto | Aarhus Tigers II | Bakkeskolen |

| Roskilde 17 agosto 2013, ore 14:00 | Roskilde Kings | 14 – 38 referto | Køge Marines | Roskilde Idrætscenter |

| Randers 18 agosto 2013, ore 14:00 | Randers Thunder | 8 – 14 referto | Svendborg Admirals | Thunder Field |

#### 15ª giornata
| Viby J 24 agosto 2013, ore 14:00 | Aarhus Tigers II | 0 – 50 (a tavolino) referto | Middelfart Stingers | Bøgeskov Idrætsanlæg |

| Frederikssund 24 agosto 2013, ore 14:00 | Frederikssund Oaks | 0 – 50 (a tavolino) referto | Køge Marines | Frederikssund Idrætsby |

| Randers 25 agosto 2013, ore 14:00 | Randers Thunder | 14 – 38 referto | Kolding Guardians | Thunder Field |

| Holbæk 25 agosto 2013, ore 14:00 | Holbæk Red Devils | 38 – 0 referto | Roskilde Kings | Arena Holbæk |

| Hvidovre 25 agosto 2013, ore 14:00 | Avedøre Monarchs | 32 – 6 referto | Copenhagen Tomahawks | Hvidovre Gymnasium |

#### 16ª giornata
| Svendborg 31 agosto 2013, ore 14:00 | Svendborg Admirals | 23 – 16 referto | Middelfart Stingers | Admirals Field |

| Viby J 1º settembre 2013, ore 14:00 | Aarhus Tigers II | 0 – 42 referto | Herning Hawks | Bøgeskov Idrætsanlæg |

| Copenaghen 1º settembre 2013, ore 14:00 | Ørestaden Spartans | 13 – 34 referto | Avedøre Monarchs | Valby Idrætspark |

#### 17ª giornata
| Køge 7 settembre 2013, ore 14:00 | Køge Marines | 24 – 27 referto | Ørestaden Spartans | Rishøjhallen |

| Viby J 8 settembre 2013, ore 14:00 | Aarhus Tigers II | 6 – 46 referto | Randers Thunder | Bøgeskov Idrætsanlæg |

| Roskilde 8 settembre 2013, ore 14:00 | Roskilde Kings | 50 – 0 (a tavolino) referto | Frederikssund Oaks | Roskilde Idrætscenter |

#### 18ª giornata
| Middelfart 14 settembre 2013, ore 14:00 | Middelfart Stingers | 14 – 30 referto | Kolding Guardians | Hyllehøjskolen |

| Roskilde 14 settembre 2013, ore 14:00 | Roskilde Kings | 36 – 28 referto | Copenhagen Tomahawks | Roskilde Idrætscenter |

| Hvidovre 14 settembre 2013, ore 14:00 | Avedøre Monarchs | 24 – 8 referto | Køge Marines | Hvidovre Gymnasium |

| Svendborg 15 settembre 2013, ore 14:00 | Svendborg Admirals | 12 – 29 referto | Herning Hawks | Admirals Field |

| Holbæk 15 settembre 2013, ore 14:00 | Holbæk Red Devils | 50 – 0 (a tavolino) referto | Frederikssund Oaks | Arena Holbæk |

### Classifica
La classifica della regular season è la seguente:
- PCT = percentuale di vittorie, G = partite giocate, V = partite vinte,  P = partite perse, PF = punti fatti, PS = punti subiti

#### Øst
| Pos. | Squadra              | PCT  | G  | V | N | P  | PF  | PS  |
| ---- | -------------------- | ---- | -- | - | - | -- | --- | --- |
| 1    | Roskilde Kings       | .800 | 10 | 8 | 0 | 2  | 334 | 161 |
| 2    | Holbæk Red Devils    | .800 | 10 | 8 | 0 | 2  | 319 | 46  |
| 3    | Avedøre Monarchs     | .800 | 10 | 8 | 0 | 2  | 252 | 134 |
| 4    | Ørestaden Spartans   | .500 | 10 | 5 | 0 | 5  | 243 | 195 |
| 5    | Køge Marines         | .400 | 10 | 4 | 0 | 6  | 220 | 250 |
| 6    | Copenhagen Tomahawks | .200 | 10 | 2 | 0 | 8  | 184 | 266 |
| 7    | Frederikssund Oaks   | .000 | 10 | 0 | 0 | 10 | 0   | 500 |

#### Vest
| Pos. | Squadra             | PCT   | G  | V  | N | P  | PF  | PS  |
| ---- | ------------------- | ----- | -- | -- | - | -- | --- | --- |
| 1    | Kolding Guardians   | 1.000 | 10 | 10 | 0 | 0  | 300 | 71  |
| 2    | Herning Hawks       | .700  | 10 | 7  | 0 | 3  | 301 | 115 |
| 3    | Middelfart Stingers | .600  | 10 | 6  | 0 | 4  | 245 | 187 |
| 4    | Svendborg Admirals  | .500  | 10 | 5  | 0 | 5  | 172 | 194 |
| 5    | Randers Thunder     | .200  | 10 | 2  | 0 | 8  | 122 | 215 |
| 6    | Aarhus Tigers II    | .000  | 10 | 0  | 0 | 10 | 39  | 397 |

## Playoff

### Tabellone promozione
|  | Primo turno        | Primo turno        | Primo turno       |                   |    | Secondo turno | Secondo turno      | Secondo turno |  |  | Spareggio promozione | Spareggio promozione | Spareggio promozione |  |
|  |                    |                    |                   |                   |    |               |                    |               |  |  |                      |                      |                      |  |
|  |                    |                    |                   |                   |    | 2-3           | Esbjerg Hurricanes | 45            |  |  |                      |                      |                      |  |
|  |                    |                    |                   |                   |    | 2-3           | Esbjerg Hurricanes | 45            |  |  |                      |                      |                      |  |
|  |                    |                    | 2-5               | Horsens Stallions | 0  |               |                    |               |  |  |                      |                      |                      |  |
|  |                    |                    |                   | Horsens Stallions | 0  |               |                    |               |  |  |                      |                      |                      |  |
|  |                    |                    |                   |                   |    |               |                    |               |  |  |                      |                      |                      |  |
|  |                    |                    |                   |                   |    |               |                    |               |  |  |                      |                      |                      |  |
|  |                    | Horsens Stallions  | Horsens Stallions | 21                |    |               |                    |               |  |  |                      |                      |                      |  |
|  |                    |                    |                   |                   |    |               |                    |               |  |  |                      |                      |                      |  |
|  |                    |                    | Holbæk Red Devils | Holbæk Red Devils | 35 |               |                    |               |  |  |                      |                      |                      |  |
|  |                    |                    |                   | Holbæk Red Devils | 35 |               |                    |               |  |  |                      |                      |                      |  |
|  |                    |                    |                   |                   |    |               |                    |               |  |  |                      |                      |                      |  |
|  |                    |                    |                   |                   |    |               |                    |               |  |  |                      |                      |                      |  |
|  |                    | Holbæk Red Devils  | Holbæk Red Devils | 60                |    |               |                    |               |  |  |                      |                      |                      |  |
|  |                    |                    |                   | 60                |    |               |                    |               |  |  |                      |                      |                      |  |
|  |                    |                    | Køge Marines      | Køge Marines      | 0  |               |                    |               |  |  |                      |                      |                      |  |
|  | Køge Marines       | Køge Marines       | Køge Marines      | Køge Marines      | 0  | 23            |                    |               |  |  |                      |                      |                      |  |
|  | Køge Marines       | Køge Marines       |                   |                   |    |               |                    |               |  |  |                      |                      |                      |  |
|  | Svendborg Admirals | Svendborg Admirals | 21                |                   |    |               |                    |               |  |  |                      |                      |                      |  |

|  | Primo turno         | Primo turno         | Primo turno         |                     |    | Secondo turno | Secondo turno | Secondo turno |  |  | Spareggio promozione | Spareggio promozione | Spareggio promozione |  |
|  |                     |                     |                     |                     |    |               |               |               |  |  |                      |                      |                      |  |
|  |                     |                     |                     |                     |    | 2-4           | AaB 89ers     | 36            |  |  |                      |                      |                      |  |
|  |                     |                     |                     |                     |    | 2-4           | AaB 89ers     | 36            |  |  |                      |                      |                      |  |
|  |                     |                     | 1-5                 | Odense Swans        | 14 |               |               |               |  |  |                      |                      |                      |  |
|  |                     |                     |                     | Odense Swans        | 14 |               |               |               |  |  |                      |                      |                      |  |
|  |                     |                     |                     |                     |    |               |               |               |  |  |                      |                      |                      |  |
|  |                     |                     |                     |                     |    |               |               |               |  |  |                      |                      |                      |  |
|  |                     | Odense Swans        | Odense Swans        | 48                  |    |               |               |               |  |  |                      |                      |                      |  |
|  |                     |                     |                     |                     |    |               |               |               |  |  |                      |                      |                      |  |
|  |                     |                     | Herning Hawks       | Herning Hawks       | 12 |               |               |               |  |  |                      |                      |                      |  |
|  |                     |                     |                     | Herning Hawks       | 12 |               |               |               |  |  |                      |                      |                      |  |
|  |                     |                     |                     |                     |    |               |               |               |  |  |                      |                      |                      |  |
|  |                     |                     |                     |                     |    |               |               |               |  |  |                      |                      |                      |  |
|  |                     | Herning Hawks       | Herning Hawks       | 45                  |    |               |               |               |  |  |                      |                      |                      |  |
|  |                     |                     |                     | 45                  |    |               |               |               |  |  |                      |                      |                      |  |
|  |                     |                     | Middelfart Stingers | Middelfart Stingers | 10 |               |               |               |  |  |                      |                      |                      |  |
|  | Middelfart Stingers | Middelfart Stingers | Middelfart Stingers | Middelfart Stingers | 10 | 50            |               |               |  |  |                      |                      |                      |  |
|  | Middelfart Stingers | Middelfart Stingers |                     |                     |    |               |               |               |  |  |                      |                      |                      |  |
|  | Frederikssund Oaks  | Frederikssund Oaks  | 0 d.g.s.            |                     |    |               |               |               |  |  |                      |                      |                      |  |

### Primo turno
| Køge 21 settembre 2013, ore 14:00 | Køge Marines | 23 – 21 referto | Svendborg Admirals | Rishøjhallen |

| Middelfart 22 settembre 2013, ore 14:00 | Middelfart Stingers | 50 – 0 (a tavolino) referto | Frederikssund Oaks | Hyllehøjskolen |

### Secondo turno
| Herning 27 settembre 2013, ore 20:00 | Herning Hawks | 45 – 10 referto | Middelfart Stingers | Herning Atletikstadion |

| Holbæk 29 settembre 2013, ore 14:00 | Holbæk Red Devils | 60 – 0 referto | Køge Marines | Arena Holbæk |

### Spareggi promozione
| Odense 6 ottobre 2013, ore 14:00 | Odense Swans | 48 – 12 referto | Herning Hawks | Hjalleseskolen |

| Horsens 6 ottobre 2013, ore 14:00 | Horsens Stallions | 21 – 35 referto | Holbæk Red Devils | Dagnæs Stadion |

## Verdetti
- Holbæk Red Devils promossi